# Liaowangping
Liaowangping (kinesiska: 廖王坪, 廖王坪乡) är en socken i Kina. Den ligger i provinsen Hunan, i den södra delen av landet, omkring 240 kilometer söder om provinshuvudstaden Changsha. Antalet invånare är 10682. Befolkningen består av 5 205 kvinnor och 5 477 män. Barn under 15 år utgör 19,0 %, vuxna 15-64 år 72 %, och äldre över 65 år 8,0 %.
Genomsnittlig årsnederbörd är 1 809 millimeter. Den regnigaste månaden är maj, med i genomsnitt 261 mm nederbörd, och den torraste är oktober, med 31 mm nederbörd.